# Ruka Triple
Ruka Triple – minicykl zawodów w biegach narciarskich, rozgrywany w ramach Ruka Nordic oraz Pucharu Świata w biegach narciarskich. Rozgrywany na początku sezonu, zazwyczaj w ostatni weekend listopada lub na przełomie listopada i grudnia. Cykl odbywa się od sezonu 2010/11 z wyjątkiem sezonów 2014/15, 2016/17 oraz 2018/19, kiedy odbyły się analogiczne zawody w Lillehammer. Start i meta wszystkich etapów znajdują się na położonym nieopodal Kuusamo stadionie Ruka International Ski Stadium. Zawody składają się z trzech konkurencji: sprintu, biegu dystansowego (10 km dla kobiet i 15 km dla mężczyzn) oraz biegu pościgowego (10 km dla kobiet i 15 km dla mężczyzn). Zwycięża ten zawodnik, który łącznie uzyska najlepszy czas.

## Zwycięzcy Ruka Triple

### Kobiety
| Lp. | Edycja | I miejsce       | II miejsce        | III miejsce              |
| --- | ------ | --------------- | ----------------- | ------------------------ |
| 1.  | 2010   | Marit Bjørgen   | Justyna Kowalczyk | Charlotte Kalla          |
| 2.  | 2011   | Marit Bjørgen   | Therese Johaug    | Vibeke Skofterud         |
| 3.  | 2012   | Marit Bjørgen   | Justyna Kowalczyk | Heidi Weng               |
| 4.  | 2013   | Marit Bjørgen   | Charlotte Kalla   | Therese Johaug           |
| 5.  | 2015   | Therese Johaug  | Stina Nilsson     | Ingvild Flugstad Østberg |
| 6.  | 2017   | Charlotte Kalla | Marit Bjørgen     | Ragnhild Haga            |
| 7.  | 2019   | Therese Johaug  | Heidi Weng        | Astrid Jacobsen          |
| 8.  | 2020   | Therese Johaug  | Tatjana Sorina    | Ebba Andersson           |

### Mężczyźni
| Lp. | Edycja | I miejsce              | II miejsce             | III miejsce         |
| --- | ------ | ---------------------- | ---------------------- | ------------------- |
| 1.  | 2010   | Aleksandr Legkow       | Dario Cologna          | Daniel Richardsson  |
| 2.  | 2011   | Petter Northug         | Dario Cologna          | Eldar Rønning       |
| 3.  | 2012   | Petter Northug         | Maksim Wylegżanin      | Aleksiej Połtoranin |
| 4.  | 2013   | Martin Johnsrud Sundby | Maksim Wylegżanin      | Aleksandr Legkow    |
| 5.  | 2015   | Martin Johnsrud Sundby | Petter Northug         | Finn Hågen Krogh    |
| 6.  | 2017   | Johannes Høsflot Klæbo | Martin Johnsrud Sundby | Aleksandr Bolszunow |
| 7.  | 2019   | Johannes Høsflot Klæbo | Emil Iversen           | Iivo Niskanen       |
| 8.  | 2020   | Johannes Høsflot Klæbo | Aleksandr Bolszunow    | Emil Iversen        |

## Najwięcej razy na podium w klasyfikacji generalnej
| Miejsce | Imię i nazwisko          | 1. miejsca | 2. miejsca | 3. miejsca | Razem |
| ------- | ------------------------ | ---------- | ---------- | ---------- | ----- |
| 1.      | Marit Bjørgen            | 4          | 1          | 0          | 5     |
| 2.      | Therese Johaug           | 3          | 1          | 1          | 5     |
| 3.      | Charlotte Kalla          | 1          | 1          | 1          | 3     |
| 4.      | Justyna Kowalczyk        | 0          | 2          | 0          | 2     |
| 5.      | Heidi Weng               | 0          | 1          | 1          | 2     |
| 6.      | Stina Nilsson            | 0          | 1          | 0          | 1     |
| 6.      | Tatjana Sorina           | 0          | 1          | 0          | 1     |
| 8.      | Vibeke Skofterud         | 0          | 0          | 1          | 1     |
| 8.      | Ingvild Flugstad Østberg | 0          | 0          | 1          | 1     |
| 8.      | Ragnhild Haga            | 0          | 0          | 1          | 1     |
| 8.      | Astrid Jacobsen          | 0          | 0          | 1          | 1     |
| 8.      | Ebba Andersson           | 0          | 0          | 1          | 1     |

| Miejsce | Imię i nazwisko        | 1. miejsca | 2. miejsca | 3. miejsca | Razem |
| ------- | ---------------------- | ---------- | ---------- | ---------- | ----- |
| 1.      | Johannes Høsflot Klæbo | 3          | 0          | 0          | 3     |
| 2.      | Petter Northug         | 2          | 1          | 0          | 3     |
| 2.      | Martin Johnsrud Sundby | 2          | 1          | 0          | 3     |
| 4.      | Aleksandr Legkow       | 1          | 0          | 1          | 2     |
| 5.      | Dario Cologna          | 0          | 2          | 0          | 2     |
| 5.      | Maksim Wylegżanin      | 0          | 2          | 0          | 2     |
| 7.      | Aleksandr Bolszunow    | 0          | 1          | 1          | 2     |
| 7.      | Emil Iversen           | 0          | 1          | 1          | 2     |
| 9.      | Daniel Richardsson     | 0          | 0          | 1          | 1     |
| 9.      | Eldar Rønning          | 0          | 0          | 1          | 1     |
| 9.      | Aleksiej Połtoranin    | 0          | 0          | 1          | 1     |
| 9.      | Finn Hågen Krogh       | 0          | 0          | 1          | 1     |
| 9.      | Iivo Niskanen          | 0          | 0          | 1          | 1     |

## Najwięcej zwycięstw w etapach Ruka Triple
Stan na 29 listopada 2020
| Miejsce | Imię i nazwisko        | Zwycięstwa |
| ------- | ---------------------- | ---------- |
| 1.      | Marit Bjørgen          | 8          |
| 1.      | Therese Johaug         | 8          |
| 3.      | Justyna Kowalczyk      | 2          |
| 3.      | Maiken Caspersen Falla | 2          |

| Miejsce | Imię i nazwisko        | Zwycięstwa |
| ------- | ---------------------- | ---------- |
| 1.      | Johannes Høsflot Klæbo | 4          |
| 2.      | Lukáš Bauer            | 2          |

## Najwięcej miejsc na podium w etapach Ruka Triple
Stan na 1 grudnia 2020
| Miejsce | Imię i nazwisko        | Razem | 1 miejsca | 2 miejsca | 3 miejsca |
| ------- | ---------------------- | ----- | --------- | --------- | --------- |
| 1.      | Marit Bjørgen          | 11    | 8         | 2         | 1         |
| 1.      | Therese Johaug         | 11    | 8         | 2         | 1         |
| 3.      | Charlotte Kalla        | 6     | 1         | 4         | 1         |
| 4.      | Justyna Kowalczyk      | 4     | 2         | 1         | 1         |
| 5.      | Stina Nilsson          | 3     | 1         | 2         | 0         |
| 5.      | Heidi Weng             | 3     | 0         | 2         | 1         |
| 5.      | Vibeke Skofterud       | 3     | 0         | 0         | 3         |
| 8.      | Maiken Caspersen Falla | 2     | 2         | 0         | 0         |
| 8.      | Ragnhild Haga          | 2     | 1         | 0         | 1         |
| 8.      | Kikkan Randall         | 2     | 0         | 2         | 0         |
| 8.      | Petra Majdič           | 2     | 0         | 1         | 1         |
| 8.      | Sadie Maubet Bjornsen  | 2     | 0         | 1         | 1         |
| 8.      | Jonna Sundling         | 2     | 0         | 1         | 1         |

| Miejsce | Imię i nazwisko        | Razem | 1 miejsca | 2 miejsca | 3 miejsca |
| ------- | ---------------------- | ----- | --------- | --------- | --------- |
| 1.      | Johannes Høsflot Klæbo | 6     | 4         | 2         | 0         |
| 2.      | Petter Northug         | 4     | 1         | 2         | 1         |
| 2.      | Maurice Manificat      | 4     | 1         | 1         | 2         |
| 4.      | Hans Christer Holund   | 3     | 2         | 0         | 1         |
| 4.      | Dario Cologna          | 3     | 1         | 1         | 1         |
| 4.      | Eirik Brandsdal        | 3     | 1         | 1         | 1         |
| 4.      | Martin Johnsrud Sundby | 3     | 1         | 1         | 1         |
| 4.      | Sjur Røthe             | 3     | 0         | 1         | 2         |
| 4.      | Emil Iversen           | 3     | 0         | 0         | 3         |
| 10.     | Lukáš Bauer            | 2     | 2         | 0         | 0         |
| 10.     | Aleksiej Połtoranin    | 2     | 1         | 1         | 0         |
| 10.     | Aleksandr Legkow       | 2     | 1         | 1         | 0         |
| 10.     | Nikita Kriukow         | 2     | 1         | 1         | 0         |
| 10.     | Teodor Peterson        | 2     | 1         | 0         | 1         |
| 10.     | Iivo Niskanen          | 2     | 1         | 0         | 1         |
| 10.     | Eldar Rønning          | 2     | 0         | 2         | 0         |
| 10.     | Pål Golberg            | 2     | 0         | 2         | 0         |
| 10.     | Daniel Richardsson     | 2     | 0         | 0         | 2         |
| 10.     | Marcus Hellner         | 2     | 0         | 0         | 2         |

## Punktacja
Zawody Ruka Triple punktowane są inaczej niż pozostałe. Za wygranie poszczególnych etapów uzyskuje się 50 punktów, natomiast za triumf w całym minicyklu do punktów zdobytych w etapach dolicza się 200 punktów. Taką samą punktację etapową stosuje się w Tour de Ski.
| Miejsce | 1   | 2   | 3   | 4   | 5  | 6  | 7  | 8  | 9  | 10 | 11 | 12 | 13 | 14 | 15 | 16 | 17 | 18 | 19 | 20 | 21 | 22 | 23 | 24 | 25 | 26 | 27 | 28 | 29 | 30 |
| ------- | --- | --- | --- | --- | -- | -- | -- | -- | -- | -- | -- | -- | -- | -- | -- | -- | -- | -- | -- | -- | -- | -- | -- | -- | -- | -- | -- | -- | -- | -- |
| Punkty  | 200 | 160 | 120 | 100 | 90 | 80 | 72 | 64 | 58 | 52 | 48 | 44 | 40 | 36 | 32 | 30 | 28 | 26 | 24 | 22 | 20 | 18 | 16 | 14 | 12 | 10 | 8  | 6  | 4  | 2  |

| Miejsce | 1  | 2  | 3  | 4  | 5  | 6  | 7  | 8  | 9  | 10 | 11 | 12 | 13 | 14 | 15 | 16 | 17 | 18 | 19 | 20 | 21 | 22 | 23 | 24 | 25 | 26 | 27 | 28 | 29 | 30 |
| ------- | -- | -- | -- | -- | -- | -- | -- | -- | -- | -- | -- | -- | -- | -- | -- | -- | -- | -- | -- | -- | -- | -- | -- | -- | -- | -- | -- | -- | -- | -- |
| Punkty  | 50 | 46 | 43 | 40 | 37 | 34 | 32 | 30 | 28 | 26 | 24 | 22 | 20 | 18 | 16 | 15 | 14 | 13 | 12 | 11 | 10 | 9  | 8  | 7  | 6  | 5  | 4  | 3  | 2  | 1  |